# Commander in Chief
Commander in Chief är en amerikansk TV-serie som sändes mellan 2005 och 2006 som handlar om en fiktiv amerikansk president spelad av Geena Davis.

## Synopsis
Mackenzie Allen (Geena Davis) är USA:s vicepresident och blir, när presidenten oväntat dör, den första kvinnan som blir USA:s president. Nathan Templeton (Donald Sutherland) är talman i USA:s representanthus och försöker själv genom politiskt rävspel bli president genom att underminera Mackenzie Allen. Mackenzie Allen får förutom politiska utmaningar även balansera familjelivet i Vita huset med maken och tre barn.

## Rollista

### Huvudroller
| Geena Davis         | – Mackenzie Allen, USA:s president                 |
| Donald Sutherland   | – Nathan Templeton, Talman i USA:s representanthus |
| Harry Lennix        | – Jim Gardner, Vita husets stabschef               |
| Kyle Secor          | – Rod Calloway, presidentens make                  |
| Ever Carradine      | – Kelly Ludlow, Vita husets pressekreterare        |
| Mark-Paul Gosselaar | – Richard McDonald, politisk strateg               |
| Matt Lanter         | – Horace Calloway, presidentens 16-årige son       |
| Caitlin Wachs       | – Rebecca Calloway, presidentens 16-åriga dotter   |
| Jasmine Anthony     | – presidentens 6-åriga dotter                      |

### Återkommande biroller
| Natasha Henstridge | – Jayne Murray, talmannens stabschef |
| Peter Coyote       | – Warren Keaton, pensionerad general |
| Polly Bergen       | – Kate Allen, presidentens mamma     |
| Julie Ann Emery    | – Secret Service-agent               |

## Om serien
Serien skapades av Rod Lurie som innan hade regisserat och skrivit manus till långfilmen The Contender i vilken Joan Allen spelar en rollfigur som utses till USA:s vicepresident för att fylla en vakans. 
Efter det åttonde avsnittet ersattes Lurie som showrunner av Steven Bochco.
Varietys recension bedömde seriens pilotavsnitt som "arketypiskt" och "stelt" samt att den försöker efterlikna Vita huset.
På Golden Globe-galan 2006 så vann Geena Davis en Golden Globe för "bästa kvinnliga huvudroll i en TV-serie - drama".
De dåliga tittarsiffrorna serien drogs med i hemlandet gjorde att serien inte förnyades för en andra säsong.

## Visning i Sverige
Serien började sändas i TV4 den 9 januari 2006. Efter att avsnitt 12 hade sänts i Sverige så tog Commander in Chief uppehåll fram till den 8 maj 2006 dels med anledning av OS i Turin och dels med anledning av att tittarsiffrorna i USA aldrig var tillräckligt höga. Dock var tittarsiffrorna relativt höga i Sverige. Veckan innan serien skulle starta igen i TV4 visade TV4 Plus avsnitt 1-12 i repris. Knappt hade starten påbörjats av serien igen förrän USA tog beslutet att åter plocka bort serien från tablån, nu på obestämd framtid. Enligt ett bundet avtal fick inte TV4 visa de kvarstående 3 avsnitten innan dessa hade sänts i USA.
Hela serien med 18 avsnitt har även under 2006 givits ut på DVD i Sverige.